# 주러시아 조선민주주의인민공화국 대사관
주러시아 조선민주주의인민공화국 대사관(러시아어: Посольство Корейской Народно-Демократической Республики, 조선말: 로씨야련방 주재 조선 대사관)은 러시아 모스크바에 설치한 조선민주주의인민공화국과 관련된 대사관이다. 모스필몹스카야 거리에 위치하며, 이곳은 헝가리, 스웨덴, 루마니아 등 외국 대사관이 위치한 곳이기도 하다.
소련 시대였던 1940년대에 주소련 조선민주주의인민공화국 대사관(조선말: 쏘련 주재 조선 대사관)이라는 이름으로 설립되었으며 1991년에 소련이 해체되면서 주러시아 조선민주주의인민공화국 대사관이 되었다. 대사관 단지는 1975년부터 1991년 사이에 지어진 7개의 건물로 구성되어 있다. 현재의 부지로 이전하기 전까지는 대사관은 볼샤야오르딘카 거리에 있는 옛 N. D. 이즈볼딘 64 아파트에 있었다.

## 역대 대사

### 주소련 조선민주주의인민공화국 특명전권대사
- 주영하
- 이상조[2][3]
- 리신팔
- 김충원[4]
- 정두환[5]
- 염태준
- 권희경[6]
- 김재봉[7]
- 권희경
- 손성필

### 주러시아 조선민주주의인민공화국 특명전권대사
- 손성필
- 박의춘
- 김영재[8]
- 김형준
- 신홍철

## 같이 보기
- 주블라디보스토크 조선민주주의인민공화국 영사관
- 주조 러시아 대사관
  - 주청진 러시아 총영사관
- 러시아-조선민주주의인민공화국 관계
- 조선민주주의인민공화국의 대외 관계
- 조선민주주의인민공화국의 재외공관 목록